# Conrad Sulzer Regional Library

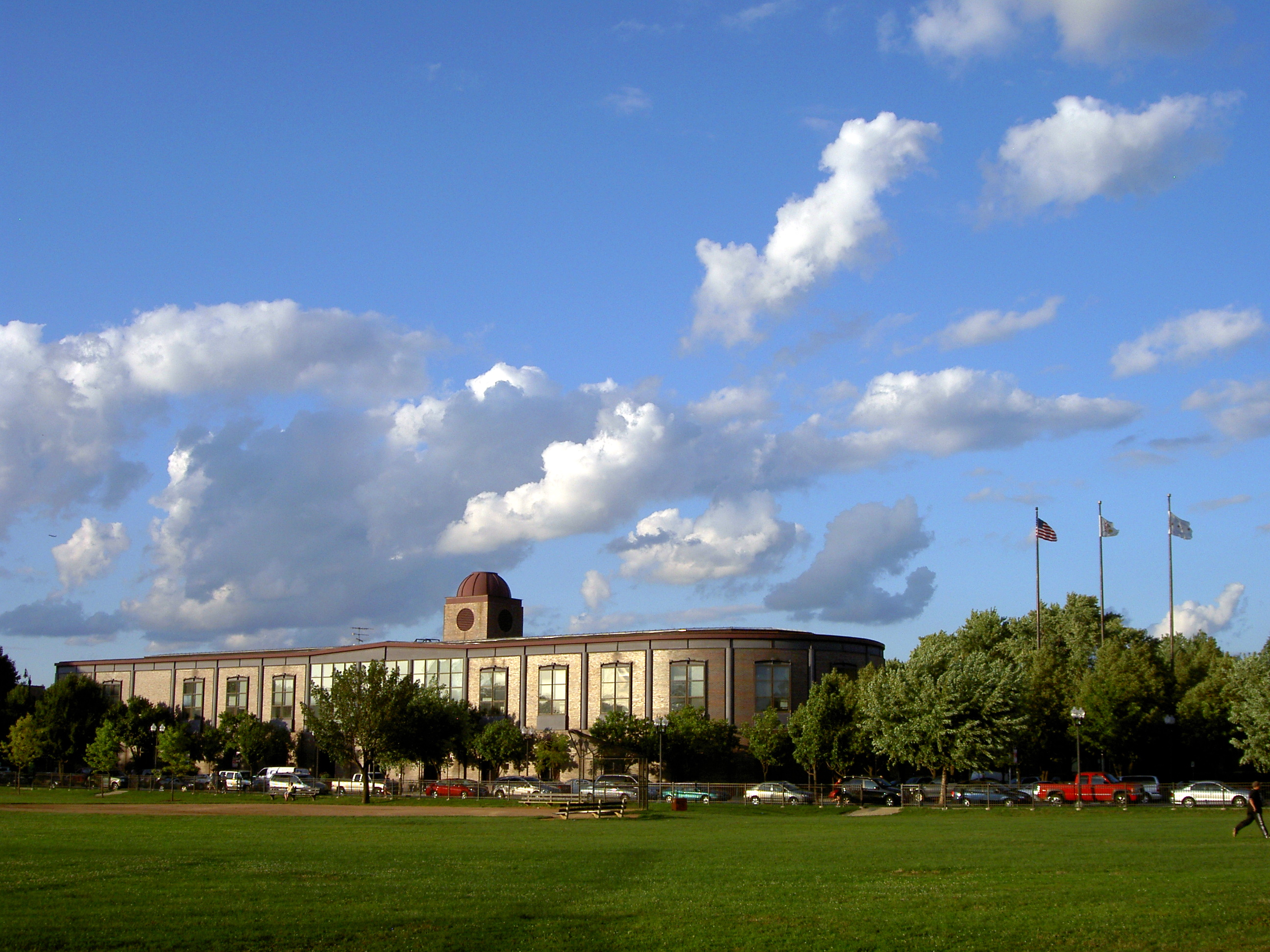
La Sulzer Regional Library.

La Conrad Sulzer Regional Library, anciennement Hild Regional Library est l'une des deux bibliothèques régionales de la ville de Chicago (Illinois, États-Unis). La bibliothèque est située au 4455 N. Lincoln Avenue, dans le secteur de Lincoln Square. Comme pour toutes les bibliothèques de la Chicago Public Library (CPL), elle a un accès libre à internet.

## Histoire
Elle a été nommée en l'honneur de Conrad Sulzer, un colon suisse du XIXe siècle. Le bâtiment actuel a été conçu en 1985 par le cabinet d'architectes Hammond Beeby et Babka, maintenant connu sous le nom Hammond Beeby Rupert Ainge, Inc. La Sulzer Library est de style néo-classique allemand inspiré par la culture locale germano-américaine et l'architecte allemand Ludwig Mies van der Rohe. La même entreprise a également conçu la Harold Washington Library.
En 2001, les livres de la Sulzer Library ont été mystérieusement retirés des rayons. Selon des activistes communautaires, environ 35 000 livres ont été retirés. Lorsque le conseiller municipal Schulter est allé voir ce qui se passait, à la demande de certains activistes de la communauté, on lui a refusé l'entrée. En outre, un photographe du Chicago Sun-Times a également été refusé d'accès à la bibliothèque. Selon Mary Dempsey, la directrice de la Chicago Public Library, le conseiller municipal n'a pas été ordonné de quitter la bibliothèque et la suppression des livres faisait partie de la procédure standard pour les plus âgés, endommagées ou devenus moins populaires,,,.
À l'époque, des rumeurs ont circulé selon lesquelles la Sulzer Library pourrait être déclassée en tant que bibliothèque régionale.
En raison de la poursuite et de l'exposition aux médias, le commissaire Dempsey a accepté de former un comité consultatif de citoyens, et a promis de ne pas retirer le statut régional de Sulzer, et garantir une continuation de Sulzer Media Center.